# Så skimrande var aldrig havet (album av Roland Cedermark)
Så skimrande var aldrig havet är ett studioalbum av Roland Cedermark, med inspelningar av visor av Evert Taube. Albumet utgavs den 10 mars 2004.

## Låtlista
1. Ellinor dansar
2. Min älskling
3. Brudvals
4. Solola
5. Blå anemonerna
6. Ingrid Dardels polska
7. Så länge skutan kan gå
8. Sjösala vals
9. Så skimrande var aldrig havet
10. Fragancia
11. Bibbi
12. Linnéa
13. Västanvind
14. Stockholmsmelodi

## Listplaceringar
| Lista (2004) | Topplacering |
| ------------ | ------------ |
| Norge        | 16           |
| Sverige      | 4            |